# Eric Forsgrens dokumentärfilmpris
Eric Forsgrens dokumentärfilmpris var ett årligen utdelat pris till en svensk dokumentärfilm
År 2008 donerade Eric Forsgren en summa på 1 miljon kronor för instiftandet av ett pris för bästa svenska dokumentärfilm,
med syftet att främja den renodlade dokumentärfilmen avsedd för television som han ansåg varit eftersatt under många år.
Filmprofessorn Leif Furhammar som ordförande för priset, utsåg 27 november 2008 dokumentärfilmaren Tom Alandh till den förste pristagaren.  Priset delades ut vid Musikhögskolan i Piteå.  Priset delades ut för sista gången 2018.

## Pristagare
- Tom Alandh – 2008
- Ylva Hemstad – 2009[2]
- Åsa Blanck och Johan Palmgren – 2010[3]
- Björn Fävremark – 2011[4]
- Peter Torbiörnsson – 2012 [5]
- Nima Sarvestani och Maryam Ebrahimi – 2013 [6] [7]
- Per-Anders Rudelius – 2014 [8]
- Magnus Gertten – 2015 [9]
- Bosse Lindquist – 2017[10]
- Maud Nycander – 2018 [11]